# Характериограф
Характерио́граф (гр. χαρακτηρ черта, особенность + γραφω пишу) — общее название приборов, предназначенных для наблюдения и исследования характеристик радиоэлектронных устройств и компонентов, измерительная информация в этих приборах отображается, как правило на экране (ЭЛТ, жидкокристаллическом, светодиодном или др.) в виде кривой или семейства кривых.

## Классификация и обозначения
Класс характериографов подразделяется на несколько видов в зависимости от исследуемых параметров. Классификация и обозначения установлены в ГОСТ-15094, к характериографам относятся преимущественно приборы подгруппы Х, а также некоторые приборы подгруппы Л, имеющие экран для построения характеристик электронных компонентов в графическом виде.
- Х1 — приборы для исследования амплитудно-частотных характеристик (АЧХ)
- Х2 — приборы для исследования переходных характеристик
- Х3 — приборы для исследования  фазочастотных характеристик (ФЧХ)
- Х4 — приборы для исследования амплитудных характеристик
- Л2 — измерители характеристик полупроводниковых приборов
- Л3 — измерители характеристик электронных ламп (лишь некоторые из моделей содержат в себе все функциональные возможности характериографа. Например используя Л3-3, можно измерять параметры вакуумных приборов, сопоставлять их значения с картой, или со значениями в справочниках, а графики нарисовать самостоятельно)

## Примеры
- Х1-40 — АЧХ, 20Гц-1МГц
- Х1-48 — АЧХ, 0,1-150 МГц
- Х1-50 — АЧХ, 1-1002МГц Измеритель АЧХ Х1-50 (справочная информация о приборе)
- ET-100KR — АЧХ
- Л2-56 — вольтамперные характеристики полупроводниковых приборов
- НМ6042 — вольтамперные характеристики полупроводниковых приборов
- TEKTRONIX 370 — вольтамперные характеристики полупроводниковых приборов
- ТЕКО Л2-100 — вольтамперные характеристики полупроводниковых приборов
- Эрбий-7107 — вольтамперные, люксамперные, температурные и др. характеристики полупроводниковых двухполюсников в широком диапазоне параметров
- Эрбий-7109 — вольтамперные, люксамперные, температурные и др. характеристики лазерных модулей

Характериограф для наблюдения АЧХ
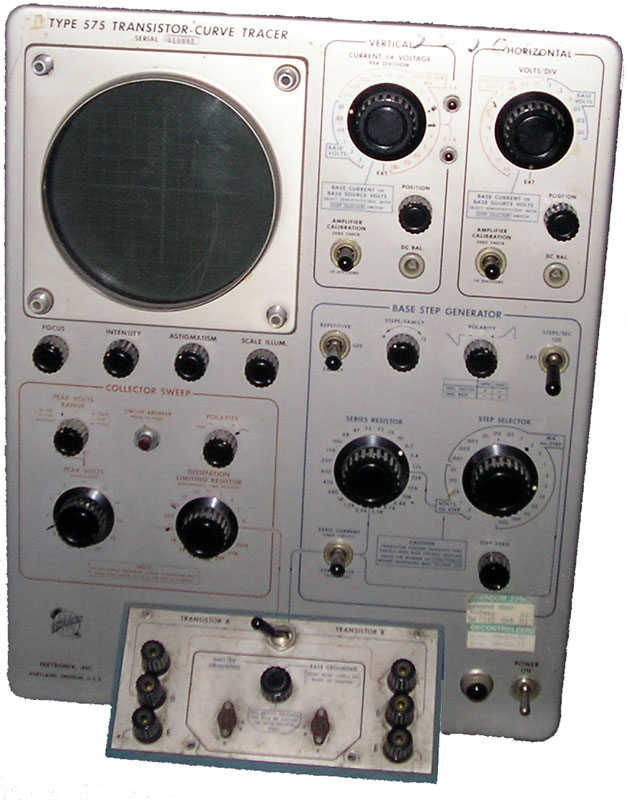
Характериограф для исследования п/пров. приборов